# Alice (zangeres)
Alice, echte naam: Carla Bissi (Forlì, 26 september 1954), is een Italiaanse zangeres en muzikante.

## Loopbaan
Ze debuteerde op het Festival van San Remo in 1972 onder haar eigen naam met het lied "Il mio cuore se ne va". In 1975 bracht ze onder de naam Alice Visconti haar eerste album uit, La mia poco grande età. Van dit album kwamen twee singles uit: "Io voglio vivere" en "Piccola anima", die in de Italiaanse hitlijsten terechtkwamen. In 1977 publiceerde ze haar tweede album, getiteld Cosa resta...un fiore, met de singles "E respira" en "Un'isola". In dit tweede werk heeft haar stem al een heel bijzonder timbre, gekenmerkt door lage tonen.
In 1980 ontmoet ze de Italiaanse violist Giusto Pio, Francesco Messina en Franco Battiato. Uit de samenwerking met deze muzikanten ontstond het album Capo Nord. De single Il vento caldo dell'estate (De warme zomerwind) werd een succes in de Italiaanse hitparade en op het festival en televisieprogramma Festivalbar.
De piek van haar populariteit kwam in de jaren 80, toen ze singles uitbracht als "Una notte speciale" en "Messaggio", evenals de albums Gioielli rubati, Park Hotel, Elisir en Il sole nella pioggia. 
In 1981 keerde ze terug naar het Festival van San Remo en won met het nummer "Per Elisa", geschreven door Battiato en Pio. Het lied was in grote delen van Europa een succes. "Per Elisa" was een parafrase van Ludwig van Beethovens compositie in A minor WoO 59, algemeen bekend als Für Elise. Het album Alice betekende het begin van haar succes in Europa, vooral in Duitsland (vanaf dan haar tweede artistieke vaderland), Oostenrijk, Zwitserland, België, Nederland en de Scandinavische landen. Het lied Per Elisa werd gevolgd door hitsingles als Una notte speciale, Messaggio, Chan-son Egocentrique, Prospettiva Nevski en Nomadi.
Ze nam in 1984 met Franco Battiato deel aan het Eurovisiesongfestival met I treni di Tozeur. Met het album Park Hotel (1986), een van haar grootste successen, bereikte ze de hitparade in Duitsland, Oostenrijk en andere Europese landen. In 1988 bracht Alice een album met klassieke muziek; Mélodie passagère, waarin ze begeleid door de pianist Michele Fedrigotti interpretaties geeft van composities van Erik Satie, Gabriel Fauré en Maurice Ravel. In 1989 schreef Juri Camisasca enkele teksten voor het album Il sole nella pioggia. Het jaar erop volgde een Europese tournee.
In 2000 nam ze wederom deel aan het Festival van San Remo met Il giorno dell'indipendenza. In latere jaren deed Alice af en toe een reeks optredens met het project Lungo La Strada met Steve Jansen, Marco Pancaldi en Alberto Tafuri. Ze trad zowel op in klassieke auditoria, kerken en in concertzalen.
Alice trad in 2009 op in Venetië, ter gelegenheid van de Venice Music Awards. Het nieuwste album van Alice, Eri con me, kwam uit in 2022.

## Discografie
- Capo Nord (1980)
- Alice (1981)
- Azimut (1982)
- Falsi allarmi (1983)
- Gioielli rubati (1985)
- Park Hotel (1986)
- Elisir (1987)
- Mélodie passeggère (1988)
- Il sole nella pioggia (1989)
- Mezzogiorno sulle Alpi (1992)
- Charade (1995)
- Exit (1998)
- God is my dj (1999)
- Personal Juke Box (2000)
- Viaggio in Italia (2003)
- Studio Collection (2005)
- Lungo la Strada Live (2009)
- Eri con me (2022)

### NPO Radio 2 Top 2000
| Nummer met noteringen in de NPO Radio 2 Top 2000 | '99 | '00 | '01  | '02  | '03  | '04  | '05  | '06  | '07  | '08  |
| ------------------------------------------------ | --- | --- | ---- | ---- | ---- | ---- | ---- | ---- | ---- | ---- |
| I treni di Tozeur (met Franco Battiato)          | 975 | 884 | 1319 | 1409 | 1201 | 1316 | 1378 | 1755 | 1510 | 1454 |

1. ↑  Een vetgedrukt getal geeft de hoogste notering aan.
2. ↑  Deze tabel is bijgewerkt tot en met de laatste editie (2024).